# Касахара, Юкио
Юкио Касахара (笠原 幸雄, 6 ноября 1889 — 2 января 1988) — генерал-лейтенант японской императорской армии.

## Биография
Юкио Касахара родился в 1889 году в Сендае. В 1913 году он закончил Рикугун сикан гакко, в 1918 — Рикугун дайгакко.
В 1929—1932 годах Юкио Касахара был военным атташе в СССР, и научился бегло говорить по-русски. По возвращении в Японию он стал работать во 2-м бюро (разведка) Генерального штаба, где занимался советским направлением. В 1933—1934 годах он работал инструктором в Кавалерийском училище, в 1934—1936 годах был командующим Кавалерийским полком Императорской гвардии. В 1936 году он вернулся во 2-е Бюро Генерального штаба, возглавляя советское, американское и европейское направления, был одним из сторонников теории того, что основным противником Японии является СССР.
В 1937—1938 годах Юкио Касахара служил в Маньчжоу-го в качестве заместителя начальника штаба Квантунской армии. В 1939—1941 годах был начальником штаба Северо-Китайского фронта, в 1941—1942 годах — командующим 12-й дивизией, в 1942—1945 — начальником штаба Квантунской армии, с апреля 1945 — командующим 11-й армией.